# Aminadabu Birara
Aminadabu Birara est un héros de la résistance à Bisesero durant le génocide des Tutsis au Rwanda.

## Biographie

### Enfance et famille
Aminadabu Birara est né en 1926. Chef de la résistance à Bisesero, il a été tué le 25 juin 1994. Il a des enfants dont Augustin Nzigira, Aron Mukomeza, Marcel Harerimana.

### Luttes et résistances contre le massacre des Tutsis
Il s'illustre lors des différents combats et massacres dont sont victimes les Tutsis des environs de Bisesero en 1959, 1962, 1973 et 1994. Il avait organisé une résistance au cours des violences de 1959,. Aminadabu Birara est tué le 25 juin 1994, par une grenade dans les montagnes de Bisesero. Il a alors 68 ans.

## Hommages
Une place Aminadabu Birara est dévoilée à Paris en 2022,,.